# Mesosemia decolorata
Espèce
Mesosemia decolorata est une espèce d'insectes lépidoptères (papillons) appartenant à la famille des Riodinidae et au genre Mesosemia.

## Dénomination
Mesosemia decolorata a été décrit par Percy Ireland Lathy en 1932.

### Sous-espèces
- Mesosemia decolorata decolorata présent au Brésil.
- Mesosemia decolorata meyi Brévignon, 1997; présent en Guyane.

## Écologie et distribution
Mesosemia decolorata est présent en Guyane et au Brésil.